# Jeepney

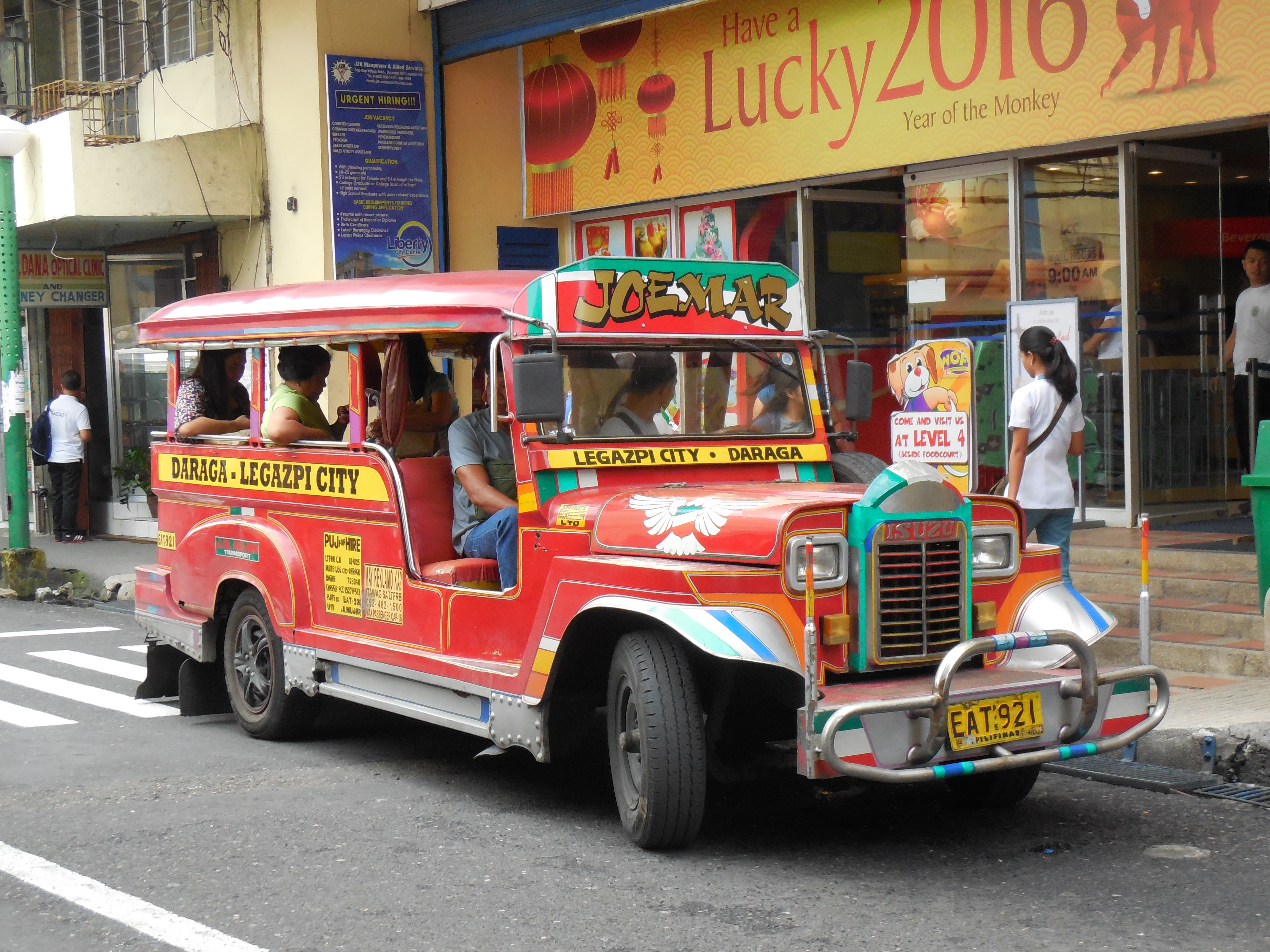
Un tipico jeepney filippino in attesa di passeggeri nella città di Legazpi

Il jeepney è il principale mezzo di trasporto pubblico nelle Filippine. Esso ha origine dalle jeep, ossia veicoli militari utilizzati dalle forze armate degli Stati Uniti durante la seconda guerra mondiale. Il termine potrebbe essere una parola macedonia: alcune fonti lo considerano una combinazione delle parole inglesi jeep e jitney, mentre altre affermano che si tratti dell'unione fra jeep e knee, poiché i passeggeri al suo interno sono seduti in stretta vicinanza l'uno all'altro.
Questo particolare veicolo è noto per le sue decorazioni e colorazioni: i numerosi accessori aggiuntivi ne fanno infatti un mezzo di trasporto senza eguali, aspetto che lo ha reso un simbolo della cultura e arte delle Filippine. Un suo modello di Sarao fu infatti esibito al padiglione filippino nel prestigioso New York World's Fair 1964, dove fu descritto come "simbolo nazionale" del paese.
I jeepney sono prevalentemente utilizzati come mezzo di trasporto pubblico, mentre altri fungono da veicoli personali. In casi più ristretti sono usati a scopo commerciale oppure istituzionale.

## Storia
Dal periodo coloniale americano fino a poco dopo la seconda guerra mondiale, i jeepney erano conosciuti come "auto calesa" (o "AC"), dal nome delle calesas trainate dai cavalli di Manila, o semplicemente "jitney" o "baby bus". " Il termine "auto calesa" fu attestato per la prima volta nel 1910 e originariamente si riferiva a auto importate relativamente economiche che venivano utilizzate come taxi al costo di ₱ 2 l'ora. La prima automobile ad essere modificata per ospitare più passeggeri fu introdotta nel 1932 da un imprenditore filippino, utilizzando veicoli DKW tedeschi importati a buon mercato con carrozze ad ingresso laterale attaccate. Questi erano gestiti dalla società DKW-AC.
Verso la metà degli anni '30, Emil Bachrach, un imprenditore ebreo di origini russo-americano (che possedeva anche il franchising Ford Motor Co. nelle Filippine, nonché la prima compagnia di autobus di Manila), fondò la Bachrach Motor Company (BMC). Hanno iniziato a produrre veicoli simili noti come BMC-AC. A differenza dei DKW-AC, avevano una carrozza con entrata posteriore (simile al tartanilla Visayan piuttosto che alla calesa) che era unito perfettamente al telaio che permettevano di sedersi a due persone su ciascun lato. Le automobili utilizzate erano Austin 7 inglesi importate a buon mercato e in seguito le americane Bantam, entrambe precursori diretti della Jeep. Successivamente vennero ampliate per ospitare da otto a dieci persone, ma erano ancora molto più bassi dei moderni jeepney. La maggior parte di questi veicoli furono distrutti durante la seconda guerra mondiale.

## Pratiche
Un jeepney può essere chiamato allo stesso modo di un taxi, ovvero alzando una mano o agitando il braccio al veicolo in avvicinamento. A volte questi mezzi di trasporto si possono trovare in parcheggi di sosta appositi, spesso affiancati da una persona che ha lo scopo di convincere i passanti ad usufruire del servizio. Questa figura, chiamata "dispatcher", è pagata dal conducente stesso con una piccola somma di denaro.
Le tratte di ogni jeepney sono dipinte sui lati o sotto il parabrezza del veicolo, o in altri casi ancora scritti su un apposito cartello svolazzante.
Questi mezzi di trasporto sono gestiti primariamente dai conducenti, talvolta con l'aiuto di un conduttore noto informalmente come "backride". Il conduttore ha il compito di gestire il numero di passeggeri e di raccogliere le tariffe. In altri casi le tariffe sono passate direttamente al conducente del veicolo, il quale si basa sull'onestà dei passeggeri nel consegnare il giusto compenso. Il pagamento viene effettuato all'inizio della corsa nei casi dei jeepney che effettuano percorsi urbani e interurbani. Per le rotte intra-città, il pagamento viene solitamente compiuto al termine del viaggio.
Data la vicinanza dei passeggeri al suo interno, spingere è considerato uno sgarbo, così come il parlare eccessivamente ad alta voce. Di solito i bambini hanno il diritto di viaggiare gratuitamente, a patto che si siedano tra le ginocchia dell'adulto accompagnatore e non occupino posti a sedere. Le persone anziane e le donne hanno solitamente la priorità nei posti a sedere; in casi di jeepney pieno può capitare che alcuni passeggeri si aggrappino alle maniglie al di fuori del veicolo o si dispongano addirittura sul suo tetto: questa pratica, pericolosa nonché illegale, è comunemente nota con il nome di sabit in tagalog o kabit/kabyot in cebuano ed entrambe le parole significano "appendersi con la punta delle dita".